# Neuroleon (Neuroleon) nubilus
Neuroleon (Neuroleon) nubilus is een insect uit de familie van de mierenleeuwen (Myrmeleontidae), die tot de orde netvleugeligen (Neuroptera) behoort. 
Neuroleon (Neuroleon) nubilus is voor het eerst wetenschappelijk beschreven door Navás in 1913.